# Irving Langmuir
Irving Langmuir (Brooklyn, 31 januari 1881 – Woods Hole (Massachusetts), 16 augustus 1957) was een Amerikaans schei- en natuurkundige. In 1932 won hij de Nobelprijs voor de Scheikunde voor zijn werk aan de oppervlaktechemie.

## Biografie
Langmuir werd geboren in Brooklyn (New York als derde kind van de vier kinderen van Charles Langmuir, een verzekeringsagent van Schotse afkomst, en Sadie Comings, de dochter van een hoogleraar anatomie. Tot zijn elfde was hij praktisch blind, totdat zijn gezichtsproblemen werden gediagnosticeerd en hij een bril kreeg aangemeten. In zijn kinderjaren werd Irving sterk beïnvloed door zijn oudere broer, Arthur Langmuir. Arthur was een scheikundige die Irving aanmoedigde om nieuwsgierig te zijn naar de natuur en hoe dingen werken. Ook hielp Arthur hem om in een hoek van zijn slaapkamer een scheikundig laboratorium op te zetten.
Langmuir verkreeg zijn vroege opleiding bij diverse scholen en instituten in Amerika en Parijs (1892-1895). Hij ontving zijn highschool-diploma van de Chestnut Hill Academy (1898), een elite privéschool gelegen in de welgestelde wijk Chestnut Hill van Philadelphia. Hij studeerde in 1903 af met een Bachelor of Science (B.Sc.) in de metallurgie aan de School of Mines van de Columbia-universiteit, waar hij met evenveel belangstelling scheikunde, natuurkunde en wiskunde had gestudeerd.
Vervolgens ging hij naar Duitsland waar hij onder Nobelprijswinnaar Walther Nernst, hoogleraar te Göttingen, in 1906 zowel zijn Master als zijn Ph.D.-graad behaalde. Hij deed onder andere onderzoek naar de Nernstlamp – een elektrische lamp uitgevonden door Nernst. Na postdoc-studies in de scheikunde en een docentschap scheikunde aan de Stevens Institute of Technology in Hoboken (New Jersey) kwam Langmuir in 1909 terecht hij onderzoekscentrum van General Electric in Schenectady, waar hij uiteindelijk Associate Director (adjunct-directeur) werd.
Langmuir huwde in 1912 Marion Mersereau, met wie hij twee kinderen adopteerde: Kenneth en Barbara. Na een kort ziekbed overleed hij in Woods Hole als gevolg van een hartaanval.

## Loopbaan

### Gloeilamp
Langmuirs eerste bijdragen aan de wetenschap kwamen voort uit zijn studie naar gloeilampen (wat aansloot op zijn werk als promovendus). General Electric was bij de productie van gloeilampen overgestapt van koolstof naar wolfraam als gloeidraadmateriaal. Wolfraam had een langere levensduur, maar had als nadeel dat het bij hoge temperaturen erg snel verdampte. Het gevolg was de vorming van een zwarte neerslag op de binnenkant van de gloeilamp, waardoor gloeilampen steeds minder licht gaven.
Door de gloeilamp te vullen met het inerte stikstof vertraagde Langmuir – door de tegendruk die stikstof uitoefent op de verdampende wolfraamatomen – de verdamping aanzienlijk. Doordat de verdamping van het wolfraamfilament werd tegengewerkt kon, bij behoud van de gloeidraadtemperatuur, de levensduur worden verlengd. Het opvullen van de ballon met een gas had ook een belangrijk nadeel: door geleiding zorgde het gas voor een aanzienlijk warmteverlies naar de omgeving. De oplossing waar Langmuir mee kwam was om de gloeidraad spiraalvormig te maken. Omstreeks 1911 stelde hij vast dat wanneer een lange draad zó tot een spiraal gewonden werd dat de spoed anderhalfmaal de diameter van de draad bedraagt, er een aanzienlijke reductie van het afkoelend oppervlak plaatsvindt.

### Oppervlaktechemie
Zijn werk met gloeilampen vormde het startpunt van zijn onderzoeking over de adsorptie van gassen op metaaloppervlakken. In 1917 publiceerde Langmuir een verhandeling over de scheikunde van oliefilms, die later aan de basis stond van de in 1932 toegekende Nobelprijs voor de scheikunde. Ook voerde hij studies uit naar monomoleculaire lagen en over de spreiding van vetzuren op wateroppervlaktes. Zijn onderzoek naar eenatomige waterstof leidde tot de constructie van een waterstofbrander voor zeer hoge temperaturen. Na 1919 bouwde hij mee aan de theorie van de atoombinding van Gilbert Lewis.
In 1927 was hij de eerste wetenschapper die het woord "plasma" gebruikte als beschrijving van een elektrisch neutrale wolk van geladen deeltjes. Een bekend meetapparaat voor plasma's, de langmuirsonde, is door hem ontwikkeld. Zijn naam is ook verbonden aan het zogenaamde Langmuirminimum, een potentiaalminimum dat ontstaat ten gevolge van thermionische emissie.
Tijdens de Tweede Wereldoorlog deed Langmuir onderzoek naar methodes om vliegtuigen te ontijzen en vond hij een machine uit die een rookgordijn produceerde voor het afschermen van troepen voor vijandelijke waarnemingen. Later gaf hij leiding aan Project Cirrus, een samenwerkingsprogramma van General Electric met de Amerikaanse landmacht, marine en luchtmacht. Hij hielp bij de ontwikkeling van manieren om wolken te bestrooien met droogijs of zilverjodide voor het maken van regen of sneeuw. In 1949 slaagde hij samen met Vincent Schaefer erin om 121 miljard liter regen te maken boven een woestijn in New Mexico.

## Pathologische wetenschap
Langmuir introduceerde de term "pathologische wetenschap" (Engels: pathological science), ook wel dwaal- of schijnwetenschap, voor een psychologisch proces van wetenschappelijk onderzoek naar een niet-bestaand verschijnsel, waarbij de wetenschappelijke zelfkritiek een tijdje afwezig lijkt te zijn. Vaak wordt een vermeend fenomeen door wishful thinking serieus genomen, waardoor een groeiende stroom van publicaties en onderzoek ontstaat die vervolgens vanwege steeds sterkere twijfel tot stilstand wordt gebracht.
Langmuir beschreef zes kenmerken van dwaalwetenschap:
1. Het waargenomen effect is zwak; er is weinig verband tussen oorzaak en effect.
2. Het effect ligt in de buurt van de detectielimiet van de gebruikte apparatuur.
3. Er worden extreem hoge nauwkeurigheden gehaald.
4. De verklaring voor het effect is in tegenspraak met alle gevestigde theorieën.
5. Alle opmerkingen worden met een ad-hocoplossing beantwoord.
6. Er is een plotse toename in belangstelling voor het fenomeen, maar even snel bekoelt die weer.

Voorbeelden hiervan zijn koude fusie, N-straal en polywater. Een fundamenteel verschil met pseudowetenschap is dat de dwaalwetenschapper in principe in de wetenschappelijke traditie blijft, terwijl degene die pseudowetenschap bedrijft zich buiten de wetenschappelijke traditie plaatst.

## Erkenning
Naast de Nobelprijs voor de Scheikunde werd Langmuir door zijn vele bijdragen aan de wetenschap onderscheiden met diverse belangrijke prijzen en medailles, waaronder:
- Nichols Medal (1915 en 1920)
- Hughes Medal (1918)
- Rumford-Prijs (1920)
- Franklin Medal (1934)
- Faraday Medal (1944)

Daarnaast was hij lid van de Royal Society of London, lid van de American Physical Society, erelid van de British Institute of Metals en van de Chemical Society (London). Ook diende hij als voorzitter van de American Chemical Society en was hij voorzitter van American Association for the Advancement of Science.
1901: Van 't Hoff ·
1902: E. Fischer ·
1903: Arrhenius ·
1904: Ramsay ·
1905: Baeyer ·
1906: Moissan ·
1907: Buchner ·
1908: Rutherford ·
1909: Ostwald ·
1910: Wallach ·
1911: Curie ·
1912: Grignard, Sabatier ·
1913: Werner ·
1914: Richards ·
1915: Willstätter ·
1918: Haber ·
1920: Nernst ·
1921: Soddy ·
1922: Aston ·
1923: Pregl ·
1925: Zsigmondy ·
1926: Svedberg ·
1927: Wieland ·
1928: Windaus ·
1929: Harden, Euler-Chelpin ·
1930: H. Fischer · 
1931: Bosch, Bergius ·
1932: Langmuir ·
1934: Urey ·
1935: F. Joliot-Curie, I. Joliot-Curie ·
1936: Debye ·
1937: Haworth, Karrer ·
1938: Kuhn ·
1939: Butenandt, Ružička ·
1943: Hevesy · 
1944: Hahn ·
1945: Virtanen ·
1946: Sumner, Northrop, Stanley ·
1947: Robinson · 
1948: Tiselius · 
1949: Giauque ·
1950: Diels, Alder ·
1951: McMillan, Seaborg ·
1952: Martin, Synge ·
1953: Staudinger ·
1954: Pauling ·
1955: Vigneaud ·
1956: Hinshelwood, Semjonov ·
1957: Todd ·
1958: Sanger ·
1959: Heyrovský ·
1960: Libby ·
1961: Calvin ·
1962: Perutz, Kendrew ·
1963: Ziegler, Natta ·
1964: Hodgkin ·
1965: Woodward ·
1966: Mulliken ·
1967: Eigen, Norrish, Porter ·
1968: Onsager ·
1969: Barton, Hassel ·
1970: Leloir ·
1971: Herzberg ·
1972: Anfinsen, Moore, Stein · 
1973: E.O. Fischer, Wilkinson · 
1974: Flory ·
1975: Cornforth, Prelog ·
1976: Lipscomb ·
1977: Prigogine · 
1978: Mitchell ·
1979: Brown, Wittig ·
1980: Berg, Gilbert, Sanger ·
1981: Fukui, Hoffmann ·
1982: Klug ·
1983: Taube ·
1984: Merrifield ·
1985: Hauptman, Karle ·
1986: Herschbach, Lee, Polanyi ·
1987: Cram, Lehn, Pedersen ·
1988: Deisenhofer, Huber, Michel ·
1989: Altman, Cech ·
1990: Corey ·
1991: Ernst ·
1992: Marcus ·
1993: Mullis, Smith ·
1994: Olah ·
1995: Crutzen, Molina, Rowland ·
1996: Curl, Kroto, Smalley ·
1997: Boyer, Walker, Skou ·
1998: Kohn, Pople ·
1999: Zewail ·
2000: Heeger, MacDiarmid, Shirakawa ·
2001: Knowles, Noyori, Sharpless ·
2002: Fenn, Tanaka, Wüthrich ·
2003: Agre, MacKinnon ·
2004: Ciechanover, Hershko, Rose ·
2005: Grubbs, Schrock, Chauvin ·
2006: Kornberg ·
2007: Ertl ·
2008: Shimomura, Chalfie, Tsien ·
2009: Steitz, Yonath, Ramakrishnan ·
2010: Heck, Negishi, Suzuki ·
2011: Shechtman ·
2012: Kobilka, Lefkowitz ·
2013: Karplus, Levitt, Warshel ·
2014: Betzig, Hell, Moerner ·
2015: Lindahl, Modrich, Sancar ·
2016: Sauvage, Stoddart, Feringa ·
2017: Dubochet, Frank, Henderson · 
2018: Arnold, Winter, Smith ·   
2019: Goodenough, Whittingham, Yoshino ·
2020: Charpentier, Doudna ·
2021: List, MacMillan ·
2022: Bertozzi, Meldal, Sharpless ·
2023: Bawendi, Brus, Jekimov ·
2024: Baker, Hassabis, Jumper